# Хронология Соляного похода
Организованный Махатмой Ганди Соляной поход проходил в марте — апреле 1930 года. Ниже представлена хронология основных мест и событий той массовой акции ненасильственного протеста против британского правления в Индии.

## Основной маршрут
Основной маршрут, на котором группу демонстрантов вёл непосредственно Махатма Ганди, пока он не был арестован британцами, состоял из двух этапов. Первый этап проходил по 385-километровому маршруту от Сабармати ашрама до Данди с 12 марта по 6 апреля 1930 года, второй этап — по маршруту от Данди до правительственных солеварен в Дхарасане в мае того же года.

### От Сабармати ашрама до Данди
| День     | Населённые пункты                                  | Путь, км | Основные события |
| -------- | -------------------------------------------------- | -------- | --- |
| 12 марта | Аслали (Ахмадабад, Гуджарат)                       | 21       | В 6:30 Махатма Ганди и ещё примерно 80 первоначальных участников Соляного похода вышли из Сабармати ашрама. К вечеру они дошли до деревни Аслали, где и остановились на ночь. |
| 13 марта | Бареджа, Навагам                                   | 14       | Дневной привал в Баредже, ночёвка в Навагаме. |
| 14 марта | Васна, Матар                                       | 16       | К первоначальным участникам похода присоединились Сатиш Калекар и Кхараг Бахадур Сингх. Дневной привал в Васне, ночёвка в Матаре.                                             |
| 15 марта | Дабхан (Кхеда, Гуджарат), Надиад                   | 24       | Дневной привал в Дабхане, ночёвка в Надиаде. |
| 16 марта | Бориави, Ананд                                     | 24       | Дневной привал в Бориави, ночёвка в Ананде. |
| 17 марта | Ананд                                              |          | День отдыха в Ананде. |
| 18 марта | Напа (Ананд, Гуджарат), Борсад                     | 18       | Дневной привал в Напе, ночёвка в Борсаде. |
| 19 марта | Рас, Канкапура (Ананд, Гуджарат)                   | 19       | Дневной привал в Расе. Вечером — выступление в Канкапуре, в ночь с 19 на 20 марта — переправа через реку Махи. Ночёвка на другом берегу этой реки в деревне Карели.           |
| 20 марта | Карели                                             | 18       | Остановка в Карели. |
| 21 марта | Гаджера, Анкхи (Вадодара, Гуджарат)                | 18       | Собрание AICC в Ахмедабаде поддержало резолюцию Рабочего комитета ИНК от 14-16 февраля. Дневной привал в Гаджера, ночёвка в Анкхи.                                            |
| 22 марта | Джамбусар, Амод                                    | 19       | Встреча Ганди с делегатами AICC. Мотилал Неру предоставляет Ананда Бхавана Конгрессу. Дневной привал в Джамбусаре, ночёвка в Амоде.                                           |
| 23 марта | Бува (Бхаруч, Гуджарат), Самни                     | 19       | Дневной привал в Буве, ночёвка в Самни. |
| 24 марта | Самни                                              |          | День отдыха в Самни |
| 25 марта | Тралса (Бхаруч, Гуджарат), Дерол                   | 16       | Дневной привал в Тралсе, ночёвка в Дероле. |
| 26 марта | Броач, Анклешвар                                   | 21       | Дневной привал в Броаче (ныне Бхаруч). Переправа чераз реку Нармада. Ночёвка в Анклешваре.                                                                                    |
| 27 марта | Саджод, Мангрол (Бхаруч, Гуджарат)                 | 19       | Дневной привал в Саджоде, ночёвка в Мангроле. |
| 28 марта | Райма (Бхаруч, Гуджарат), Умрачи (Сурат, Гуджарат) | 16       | Дневной привал в Райме, переправа через реку Ким, ночёвка в Умрачи (Умрачхи).                                                                                                 |
| 29 марта | Эртхан, Бхатгам                                    | 16       | Днёвка в Эртхане, ночёвка в Бхатгаме. |
| 30 марта | Сандхиер, Делад (Сурат, Гуджарат)                  | 16       | Дневной привал в Сандхиере, ночёвка в Деладе |
| 31 марта | Делад                                              |          | День отдыха в Деладе. |
| 1 апреля | Чхапрабхатха, Сурат                                | 18       | Дневной привал в Чхапрабхатхе, переправа через реку Тапти, многолюдный митинг в городе Сурат, ночёвка в окрестностях этого города.                                            |
| 2 апреля | Диндоли (англ. Dindoli), Ванз (Сурат, Гуджарат)    | 19       | Пандит Мадан Мохан Малавья, лидер оппозиции в Законодательной ассамблее, ушёл со своего поста. Дневной привал в Диндоли, ночёвка в Ванзе.                                     |
| 3 апреля | Дхаман (Навсари, Гуджарат), Навсари                | 21       | Дневной привал в Дхамане, ночёвка в Навсари. |
| 4 апреля | Виджалпур, Матвад (Навсари, Гуджарат)              | 31       | Дневной привал в Виджалпуре, ночёвка в Матваде. |
| 5 апреля | Данди                                              | 6        | Участники похода прибыли в Данди и провели день там. |
| 6 апреля | Данди                                              |          | В 6:30 Ганди нарушил Соляной закон, выпарив соль из морской воды. |

## Пояснения
1. ↑  Все даты относятся к 1930 году.
2. ↑  Пройденный за день путь в источнике приведён в милях; пересчитан из расчёта 1 британская статутная миля = 1,609344 километров с последующим округлением до целых километров.
3. 1 2 3 4 5 6 7 8 9 10 11 12 13  По современному административно-территориальному делению Индии.
4. 1 2  По действовавшему тогда местному времени.
5. ↑  Их точное количество в разных источниках указывается от 72 до 81 человека, см. Соляной поход § Первоначальные участники похода.
6. ↑  В источнике написано «Ertham» — это, по всей видимости, опечатка, должно быть «Erthan». В округе Сурат современного индийского штата Гуджарат есть две деревни с таким названием: одна в талуке Палсана (Palsana)[2], другая в талуке Олпад (Olpad)[3].
7. ↑  Есть не менее четырёх одноимённых деревень Бхатгам (Бхат Гам) в штате Гуджарат, какая имеется ввиду в источнике - непонятно.